# دتلف اولتش
دتلف اولتش (آلمانی: Detlef Ultsch؛ زادهٔ ۷ نوامبر ۱۹۵۵) جودوکار اهل آلمان بود.